# Demografia do Maranhão
A demografia do Maranhão é o domínio de estudos e conhecimentos sobre as características demográficas do território maranhense.
O Maranhão possui 217 municípios distribuídos em uma área de 329 651,496 km². Segundo o Censo Demográfico de 2022 estado possui 6.775.152  habitantes e uma densidade populacional de 20,55 hab./km². Esse montante populacional representa 3,3% da população brasileira, sendo o 12º estado em população. 

## Distribuição da população

### Urbanização
De acordo com o Censo de 2022, 70,93% dos habitantes do estado vive em cidades, enquanto 29,07% da população vive no campo. A composição da população maranhense por sexo mostra que 50,87% são mulheres, enquanto que 49,13% são homens.

### Eleitorado
O Maranhão também possui o 11º maior colégio eleitoral brasileiro, com 5.180.738 eleitores (2024) em todo o estado.

## Composição étnica
Composição étnica do Maranhão (2022)
O Maranhão é um dos estados mais miscigenados do Brasil, o que pode ser demonstrado pelo número de 66,4% de pardos autodeclarados ao Instituto Brasileiro de Geografia e Estatística, resultado da grande concentração de escravizados indígenas e africanos nas lavouras de cana-de-açúcar, arroz e algodão.

### Povos indígenas
Os grupos indígenas remanescentes e predominantes são dos grupos linguísticos macro-jê e do tronco tupi.
No tronco macro-Jê, destaca-se a família jê, com povos falantes da língua Timbira (Mehim)ː Kanela (Apanyekra e Ramkokamekra), Krikati, Gavião Pukobyê, Krepumkateyê e Krenyê.  
No tronco tupi, a família tupi-guarani, com os povos falantes da língua tenetehara (Guajajara e Tembé),Urubu-Kaapor, além dos Awá-Guajá, concentrados principalmente no bioma da Amazônia, no Alto Mearim e na região de Barra do Corda e Grajaú.
Povos como os Akroá-Gamela e Tremembés ainda lutam por reconhecimento étnico e demarcação de terras.
De acordo com John Hemming, havia por volta de 1 milhão de indígenas no Maranhão em 1500.

### Africanos
Houve forte tráfico negreiro entre os séculos XVIII e XIX, que trouxe milhares de negros da Costa da Mina e da Guiné, mais precisamente do Benim, antigo Daomé, Gana e Togo, mas também em levas não menos importantes de africanos do Congo, Cabinda e Angola. Muitas tradições maranhenses têm a forte marca das culturas africanas: culinária (Arroz de Cuxá), religião (Tambor de Mina e Terecô), festas (Bumba-Meu-Boi e Tambor de Crioula) e músicas (Reggae no Maranhão). A população preta do estado é de 12,6% (2022).Atualmente, o Maranhão conta muitas comunidades quilombolas em toda a região da Baixada, no rio Itapecuru e no rio Mearim.

### Portugueses
A população branca, 20,1%, é quase exclusivamente composta de descendentes de portugueses, dada a pequena migração de outros europeus para a região. Ainda no início do século XX a maior parte dos imigrantes portugueses era oriunda dos Açores e da região de Trás-os-Montes.  
A região do Maranhão é considerada a primeira a receber colonos ilhéus (açorianos) de forma organizada. Em 1619, cerca de 300 casais chegaram ao Maranhão, sendo que o número total de pessoas girava em torno de mil pessoas, número significativo para a época. Além dos casais iniciais, vindos com Estácio da Silveira em 1619, outros se seguiram: em 1621 chegaram 40 casais com Antonio Ferreira de Bettencourt e Jorge de Lemos Bettencourt; em 1625 chegaram outros casais com Francisco Coelho de Carvalho; nos navios N. S. da Palma e São Rafael, tendo como capitão Manoel do Vale, chegaram 50 casais em 1676; e nos navios N. S. da Penha de França e São Francisco Xavier vieram mais colonos.
Também no século XX, vieram contingentes significativos de sírios e libaneses, refugiados do desmonte do Império Otomano e que hoje têm grande e tradicional presença no estado.

## Religião
Segundo o Censo do IBGE de 2022, a população do estado é assim dividida de acordo com a religião:
| Religião                  | Proporção |
| ------------------------- | --------- |
| Católicos                 | 64,36%    |
| Evangélicos/ protestantes | 25,37%    |
| Afro-brasileira           | 0,34%     |
| Espíritas                 | 0,19%     |
| Outras                    | 2,33%     |
| Sem religião              | 7,1%      |

## Indicadores sociais
De acordo com a Pesquisa Nacional por Amostra de Domicílio Contínua do IBGE em 2021, no Maranhão o Índice de Desenvolvimento Humano Municipal (IDH-M) é de 0,676, ocupando a última posição entre os estados.
De acordo com o Índice de Gini, que avalia a distribuição das riquezas de um determinado lugar, o Maranhão ocupava a 14ª posição no país, com índice de 0,492 no ano de 2023.

### Moradia
De acordo com um estudo realizado pela Fundação João Pinheiro, Maranhão e Roraima eram os estados com o maior déficit habitacional relativo do país em 2019. O Maranhão apresenta um déficit de 15,2 por cento (em relação ao total de domicílios particulares permanentes e improvisados). Em termos absolutos, o déficit no estado chega a 329.495 unidades, o sexto maior do país. O déficit maranhense representa 5,6 por cento do déficit absoluto total brasileiro, estimado em 5.876.699. A média maranhense é quase duas vezes maior do que a nacional, de 8,0 por cento.
Há um déficit de 164.486 moradias urbanas e 165.008 moradias rurais (2019).
Entre os componentes apontados na composição do déficit de moradia do Maranhão (2019), estavam: habitação precária (64,0%), coabitação (24,4%) e ônus excessivo com aluguel (11,5).

### Educação
A taxa de analfabetismo, conforme a Pesquisa Nacional por Amostra de Domicílios Contínua: Educação 2019, era de 15,6% da população do estado com 25 anos ou mais de idade, a 4ª maior taxa de analfabetismo dentre as unidades da federação, associado principalmente com a idade. O Maranhão também tinha o maior percentual de pessoas sem instrução em 2019: 16,6% da população do estado com 25 anos ou mais de idade. De acordo com a mesma pesquisa, a média de anos de estudo das pessoas de 25 anos ou mais de idade, em 2019, era de 7,6 anos. A proporção de pessoas de 25 anos ou mais de idade que terminaram a educação básica obrigatória (ensino médio completo) foi de 36,8%. O percentual de pessoas com o ensino superior completo foi de 9,1%, em 2019, o menor do país.Dentre os que não completaram a educação básica, além dos 16,6% sem instrução, 34,3% tinham o ensino fundamental incompleto, 7,4% tinham o ensino fundamental completo e 4,9%, o ensino médio incompleto. 
Conforme dados do Censo de 2022, 9,9% dos maranhenses tinham ensino superior completo, 33,8% tinham ensino médio completo e superior incompleto, 16,1% tinham ensino fundamental completo e médio incompleto e 40,2% não tinham instrução ou tinham o ensino fundamental incompleto. A taxa de analfabetismo era de 15,1%.

### Saúde

#### Saneamento básico
Segundo a Pesquisa Nacional por Amostra de Domicílio Contínua (PNADC), o índice de domicílios atendidos por esgotamento sanitário ligados à rede coletora era de 28,2% em 2023. Com relação ao percentual de domicílios que possuem abastecimento de água por rede geral, a cobertura era de 73,6%, em 2023. 

#### Saúde suplementar
Em 2018, o Maranhão tinha 471.770 beneficiários de planos privados de saúde, de acordo com dados da Agencia Nacional de Saúde Suplementar (ANS), o que representa uma taxa de cobertura de 7,03%.

#### Estabelecimentos de saúde e leitos
Em 2019, o Maranhão tinha 5.791 estabelecimentos de saúde, sendo 65,5% públicos e 34,5% privados. 1.356 dos estabelecimentos de saúde disponíveis estavam localizados na Região de Saúde de São Luís.
Em 2019, havia 14.938 leitos existentes nas redes de saúde pública e privada, dos quais 1.232 são leitos complementares.
Em 2019, o Maranhão possuía 81 médicos por 100 mil habitantes, o menor índice do país.

#### Mortalidade infantil
A taxa de mortalidade infantil no Maranhão era de 13,96 em 2024.

#### Esperança de vida
Em 2024, a expectativa de vida do maranhense era 75,6 anos, 21º no ranking nacional, segundo estimativas do IBGE.

### Renda
Com relação ao rendimento domiciliar per capita, o maranhense apresentava rendimento médio de R$ 969,00 em 2023, o menor entre os estados brasileiros. 
O Maranhão tinha o maior percentual de pessoas em situação de pobreza no país, em 2023. De acordo com o Instituto Brasileiro de Geografia e Estatística (IBGE), cerca de 51,2% dos maranhenses viviam com menos de R$ 655 por mês. 